# Dierama robustum
Dierama robustum är en irisväxtart som beskrevs av Nicholas Edward Brown. Dierama robustum ingår i släktet Dierama och familjen irisväxter. Inga underarter finns listade i Catalogue of Life.